# Otto Rink
Otto Rink (ur. 1888, zm. ?) – zbrodniarz nazistowski, członek załogi niemieckiego obozu koncentracyjnego Flossenbürg i SS-Untersturmführer.
Z zawodu nauczyciel. Członek NSDAP (od 1938) i Waffen-SS. Pełnił służbę w obozie Flossenbürg od 1939 do 20 kwietnia 1945, początkowo jako sierżant kompanii wartowniczej, a następnie jako oficer informacyjny kompanii, odpowiedzialny za sprawy socjalne i edukację. Brał również w ewakuacji obozu do KL Dachau pod koniec kwietnia 1945.
Rink zasiadł na ławie oskarżonych w procesie US vs. Ewald Heerde i inni przed amerykańskim Trybunałem Wojskowym w Dachau i skazany został za udział w zbrodniach popełnionych podczas ewakuacji Flossenbürga na 3 lata więzienia.